# Nawabganj (Rangpur)
Nawabganj è un sottodistretto (upazila) del Bangladesh situato nel distretto di Dinajpur, divisione di Rangpur. Si estende su una superficie di 314,68 km² e conta una popolazione di  229.337 abitanti (censimento 2011).